# Rolandas Makrickas
Rolandas Makrickas (Biržai, 31. siječnja 1972.) litavski je katolički kardinal koji od 2024. služi kao nadsvećenik koadjutor bazilike Santa Maria Maggiore.
Papa Franjo ga je 7. prosinca 2024. proglasio kardinalom, dodijelivši mu kao članu reda kardinala đakona đakonat Sant'Eustachio.